# BMG Music
BMG Music（読み：ビーエムジー・ミュージック）は、ドイツのメディア・コングロマリットのベルテルスマンが設立した音楽・映像グループである。本社の所在地はアメリカ合衆国・ニューヨークであった。

## 概要
BMGとは、「ベルテルスマン・ミュージックグループ（英：Bertelsmann Music Group）」の略である。その名の通りベルテルスマンの音楽事業統括部門として1987年に設立された。アリスタ・レコード（含アリオラ）、J-Records、RCAミュージックグループ（含ウィンダムヒル）、ゾンバ・ミュージック・グループ（含ジャイヴ）等を含む200を超えるレコードレーベル会社を持っており、世界のレコード業界の“ビッグ・ファイヴ（BIG 5）”の一角を占めていた。
日本ではRCAレコードの実質的な現地法人として日本ビクターとの合弁によるアール・ブイ・シー株式会社(RVC。「RCA Victor Corporation」の略)が存在した。元々はビクター音楽産業（1993年に合併でビクターエンタテインメントに社名変更したのち、2014年4月にJVCケンウッド・ビクターエンタテインメントに再び社名変更）がRCAレコードの輸入盤発売を担っていたが、同社から部門ごと実質的にスピンアウトした事に伴い、RCAレーベルでJ-POPや歌謡曲も手がけていた。しかし、1986年に親会社RCAが経営不振に陥り、RCAレコードがベルテルスマンに買収され、新たにBMG Musicとその日本法人として日本ビクター・ビクター音楽産業と合弁で「BMGビクター」を発足し、RVCはBMGビクターに資産を継承し解散。同時にBMG Musicが有していたアリスタ・レコードの国内販売元も日本フォノグラムから移管した。1996年に日本ビクター・ビクターエンタテインメントとの資本提携を解消し翌年にBMGジャパンに社名変更し1999年に旧東芝EMI/ポリグラム系（現：ユニバーサルミュージック）のファンハウスと合併しBMGファンハウスとなった。
2004年8月に、CBS出身のハワード・ストリンガーが代表執行役会長 兼 CEOを務める日本のソニー株式会社がBMG Musicと友好的に経営統合する旨を発表し、ソニー傘下の米国現地法人Sony Corporation of America子会社のSony Music Entertainment Inc.（SMEI. 旧:米国コロムビアレコード/CBS SONY）と株式移転方式で経営統合し、両社の合弁（ジョイントベンチャー）によるSony BMG Music Entertainment Inc.（米国ソニーBMG）が発足。BMGファンハウスはBMG Musicの株式移転に伴いソニーBMGの日本法人となった。なお、市ヶ谷（東京都新宿区）に本社を置く株式会社ソニー・ミュージックエンタテインメント（SMEJ）は2000年の東証上場廃止後はソニー株式会社の100%出資の完全子会社であり、SMEIとは独立した企業経営がなされてきたため、日本においてはこの再編の対象外とされた。後の2005年10月に日本法人もBMGファンハウスからBMG JAPAN（現：ソニー・ミュージックレーベルズ）に変更となった。
その後、2008年にソニー株式会社は米国法人を通じてベルテルスマンが保有するソニーBMGの全株を買収し完全子会社化。Sony Music Entertainment Inc.（SMEI）となり、名実共にソニーグループとなった。同時にBMG Musicの音楽・映像グループは解散した。
この買収を機にBMG JAPANはSMEJの完全子会社となり、後の2009年10月に同社はSMEJに吸収合併され解散し、制作部門はSMEJ傘下で再編された（現在のアリオラジャパンとRCA/JIVEグループ）。旧BMG Musicの音楽作品はソニー・ミュージックジャパンインターナショナル・RCA/JIVEグループを経てソニー・ミュージックレーベルズから発売されている。
ソニーBMGの売却後、ベルテルスマンは、2008年10月に、ソニーBMGが保持していた約200名のアーティストの録音音楽の権利とBMGの商標権を元にして、コールバーグ・クラビス・ロバーツと共同出資でBMG Rights Management（新生BMG）を設立した。2013年にBMG Rights Management（新生BMG）はベルテルスマンの完全子会社となった。
なお、BMG Musicの音楽出版部門（BMGミュージックパブリッシング）は、2007年にユニバーサル ミュージック グループに売却され、その後ユニバーサル・ミュージック・パブリッシング・グループに統合された。

## 沿革
- 1958年 - ベルテルスマンがアリオラ・レコードを設立。
- 1979年 - アリスタ・レコードとドイツ国内でアリオラのライバルであったハンザ・レコード（Hansa Records）を買収。
- 1986年 - RCAレコードを買収。
- 1987年 - 音楽部門の統括会社としてBMGを設立。
- 1992年 - ウィンダム・ヒル・レコードを買収。
- 2004年 - 日本のソニー株式会社・ベルテルスマンがそれぞれ傘下に保有するSMEIとBMGを経営統合させる旨を発表。新設会社のSony BMG Music Entertainment Inc.へ株式移転し、ソニーBMGが発足。
- 2008年 - ベルテルスマンが保有するソニーBMGの持株全てをソニーの米国法人に売却し、社名をSony Music Entertainment Inc.に変更。BMGグループの再編が行われた。ベルテルスマンが保有するソニーBMGの一部権利とBMGの商標権を元にBMG Rights Managementを設立。
- 2009年 - BMGジャパンがSMEJの子会社となり、発売元がアリオラジャパン（現：ソニー・ミュージックレーベルズ）へ継承される。